# 诺瓦克·马丁诺维奇
诺瓦克·马丁诺维奇（1985年1月31日—）是一名塞尔维亚足球运动员，现效力于塞尔维亚足球甲级联赛球队贝尔格莱德红星，司职后卫。

## 俱乐部生涯
马丁诺维奇出自贝尔格莱德游击队青训体系，2006年在塞尔维亚球队博尔察开始职业足球生涯，之后又先后效力于OFK贝尔格莱德、斯梅代雷沃、特尔古日乌和布加勒斯特星。2011年10月30日，他在布加勒斯特星和普羅耶什蒂佩特羅魯比赛中殴打一名冲入场并袭击队友乔治·加拉马兹的对手球迷而被罚红牌出场。但他的行为却在赛后受到罗马尼亚媒体和球迷的称赞。
2013年1月23日，中国足球超级联赛球队武汉卓尔正式宣布和马丁诺维奇签约2年。 3月29日，他在武汉卓尔1比2不敌贵州人和的比赛中射进在武汉的第一个进球。2013年7月3日，武汉卓尔宣布马丁诺维奇解约离队。7月底，他回到塞尔维亚，加盟豪门贝尔格莱德红星。